# 13 Komenda Odcinka Szczecin
13 Komenda Odcinka Szczecin – samodzielny pododdział Wojsk Ochrony Pogranicza pełniący służbę ochronną na granicy polsko-niemieckiej.
13 Komenda Odcinka sformowana została w 1945 w strukturze organizacyjnej 3 Oddziału Ochrony Pogranicza. We wrześniu 1946 odcinek wszedł w skład Szczecińskiego Oddziału WOP nr 3. W 1948, na bazie 13 Komendy Odcinka sformowano Samodzielny Batalion Ochrony Pogranicza nr 42.

## Struktura organizacyjna
- dowództwo, sztab i pododdziały przysztabowe[4]
- strażnica nr 61 – Kamieniec
- strażnica nr 62 – Barnisław
- strażnica nr 63 – Dołuje
- strażnica nr 64 – Dobra
- strażnica nr 65 – Rzędziny

## Komendanci odcinka
- kpt. Bolesław Skórzyński[5]
- mjr Antoni Dobrzyński (był 10.1946)[c].